# Трипразеодимпентаиндий
Трипразеодимпентаиндий — бинарное неорганическое соединение
индия и празеодима
с формулой In5Pr3,
кристаллы.

## Получение
- Сплавление стехиометрических количеств чистых веществ:

{\displaystyle {\mathsf {5In+3Pr\ {\xrightarrow {1190^{o}C}}\ In_{5}Pr_{3}}}}

## Физические свойства
Трипразеодимпентаиндий образует кристаллы
ромбической сингонии,
пространственная группа C mcm,
параметры ячейки a = 1,0147 нм, b = 0,8208 нм, c = 1,0430 нм, Z = 4,
структура типа Пентапалладийтриплутония Pd5Pu3
.
Соединение конгруэнтно плавится при температуре 1190°С.